# S-400
S-400 Triumf (tiếng Nga: C-400 «Триумф», tên mã định danh của NATO: SA-21 Growler) là hệ thống tên lửa phòng không di động chiến lược tầm cao chống khí cụ bay do phòng thiết kế tên lửa NPO Almaz thiết kế. Đây là 1 phiên bản tên lửa thuộc họ tên lửa tầm cao S-300. Đây là hệ thống phòng không đa năng có tầm bắn xa nhất thế giới cho tới khi hệ thống S-500 ra đời.
Trong quá trình phát triển, Triumf được gọi bằng tên định danh là S-300PMU3, về sau đổi thành S-400 vì cái tên này mang hàm ý quảng bá nhiều hơn. Sự khác biệt giữa S-400 với các phiên bản S-300 trước chủ yếu là những cải tiến sâu hơn về các thiết bị điện tử cùng với việc triển khai thêm bốn loại tên lửa mới cho hệ thống, giúp người sử dụng có thể tùy chỉnh các tên lửa mang theo nhằm tăng khả năng tác chiến chống lại các thể loại mục tiêu nhất định. Phạm vi hoạt động của các loại tên lửa S-400 là 40–120 km với tên lửa 9M96, 250 km với tên lửa 48N6 và tới 400 km với tên lửa 40N6.
S-400 có nhiều khả năng hơn S-300. Nó có thể phát hiện mục tiêu cách xa 600 km và cao 40–50 km., có thể theo dõi đồng thời 300 mục tiêu. Gọi là hệ thống tên lửa tầm cao nhưng thực sự S-400 là một tổ hợp tên lửa đa tầm, nó có thể hạ mục tiêu như máy bay ở độ cao 27 km. S-400 có thể tiêu diệt khí cụ bay của đối phương trong khoảng cách tới 400 km và tên lửa đạn đạo ở khoảng cách 60 km. So với hệ thống đối thủ MIM-104 Patriot PAC-3 của Mỹ, S-400 vượt trội về mọi thông số: Thời gian triển khai chiến đấu nhanh hơn (5 phút so với 30 phút), tầm bắn xa hơn (400 km so với 240 km), số mục tiêu có thể theo dõi cao hơn (300 so với 100), cự lý phát hiện mục tiêu lớn hơn (600 km so với 350 km) cũng như có thể đánh chặn mục tiêu bay nhanh hơn (4,8 km/giây so với 2 km/giây).

## Phát triển
Việc nghiên cứu S-400 bắt đầu từ tháng 1 năm 1990. Đúng 9 năm sau, tháng 1 năm 1999, lực lượng phòng không Nga chính thức công bố hệ thống này. Ngày 12 tháng 2 năm 1999, kết quả của các cuộc thử nghiệm cho thấy tên lửa đã rất thành công trong hoạt động. Năm 2001, Nga bắt đầu lên kế hoạch trang bị S-400 cho quân đội Nga.
Năm 2003, Nga tuyên bố chưa sẵn sàng trang bị hệ thống này. Hai quan chức cấp cao trong Quân đội Nga lo ngại rằng hệ thống S-400 vẫn còn nhiều khiếm khuyết do còn sử dụng hệ thống điện tử đánh chặn "lỗi thời" từ S-300P. Vì thế, S-400 chưa sẵn sàng sản xuất.
Cuối cùng, vào năm 2004, dự án S-400 hoàn thành chỉnh sửa và được công bố vào tháng 2 năm 2004. Trong tháng 4, Nga thử nghiệm thành công tên lửa đánh chặn 48N6DM tầm bắn 250 km trang bị cho S-400. Năm 2014, Nga thử nghiệm thành công tên lửa đánh chặn tầm bắn 400 km trang bị cho S-400.

## Đặc điểm

### Thông số cơ bản
| Tốc độ tối đa của mục tiêu (km/s)                                           | 4,8 |
| Tầm phát hiện mục tiêu (km)                                                 | 600 |
| Tầm của mục tiêu khí động học (km) - tối đa - tối thiểu                     | 400 2                                                                                                   |
| Trần bay của mục tiêu mà tên lửa có thể bắn hạ (km) - tối đa - tối thiểu    | 27 km (dễ dàng)/30 (tối đa)(56 km với tên lửa 9M96) 5 mét (tên lửa 9M96)/10 mét (các loại tên lửa khác) |
| Tầm của mục tiêu tên lửa đạn đạo (km) - tối đa - tối thiểu                  | 60 5 |
| Số lượng tối đa mục tiêu của thể đồng thời đánh chặn (full cast WRU)        | 80 |
| Số lượng tên lửa định vị có thể đồng thời triển khai (full cast WRU)        | 160 |
| Thời gian triển khai hệ thống (phút)                                        | 5 |
| Thời gian từ khi hành quân chuyển sang trạng thái sẵn sàng chiến đấu (phút) | 3 |
| Thời gian có thể hoạt động trước mỗi lần đại tu (giờ)                       | 10 000                                                                                                  |
| Tuổi thọ (năm) - thiết bị mặt đất - tên lửa định vị                         | ít nhất 20 15                                                                                           |

- Những mục tiêu mà hệ thống nhắm tới:[16]

- Máy bay ném bom chiến lược như các loại B1 Lancer, FB-111, B-52
- Các máy bay phục vụ cho tác chiến điện tử ví dụ EF-111A, EA-6
- Máy bay trinh sát tỉ như TR-1
- Máy bay cảnh báo sớm sử dụng rađa như E3-A, E2-C
- Máy bay tiêm kích ví dụ F-15, F-16, F-22 Lockheed Martin F-35 Lightning II
- Máy bay tàng hình ví dụ B-2, F-117A
- Tên lửa hành trình chiến lược tỉ như Tomahawk
- Tên lửa đạn đạo (tầm bắn lên tới 3500km).

- Tốc độ tối đa nói chung đối với các loại mục tiêu là 4.800 m/s (giới hạn tốc độ tuyệt đối là 5.000 m/s[18]), tốc độ tối thiểu là 0 m/s.[11]

### Cơ cấu phóng và tổ chức
Một đơn vị cấp lữ đoàn S-400 bao gồm
- Hệ thống chỉ huy 30K6E:
  - Trung tâm điều khiển-chỉ huy 55K6E đặt trên xe tải Ural-532301.
- Hệ thống nhận diện mục tiêu sử dụng rađa toàn cảnh 92N6E (tầm quan sát 600 km) có khả năng chống nhiễu. Đặt trên một xe tải MZKT-7930. 92N6E có thể đồng thời theo dõi 300 mục tiêu.
- 6 tiểu đoàn hệ thống tên lửa phòng không 98ZH6E, mỗi tiểu đoàn có thể đóng vai trò một đơn vị tác chiến dành cho các chiến dịch độc lập, bao gồm:[11]
  - Rađa đa chức năng 92N6E hoặc 92N2E, tầm quan sát 400 km.[19]
  - Dàn phóng 5P85TE2 hoặc 5P85SE2 đặt trên xe tải BAZ-64022 hay MAZ-543M (tối đa 16 ống phóng).
  - Các tên lửa phòng không như 48N6E, 48N6E2, 48N6E3, 48N6DM, 9M96E, 9M96E2 và tên lửa tầm siêu xa 40N6E.[20]

Hệ thống chỉ huy 30К6Е có thể điều khiển các hệ thống vũ khí sau:
- Hệ thống S-400 Triumf 98ZH6E;
- S-300PMU2 (thông qua hệ thống điều khiển 83М6Е2);
- S-300PMU1 (thông qua hệ thống điều khiển 83М6Е);
- Tor-M1 thông qua trạm điều khiển cấp khẩu đội Ranzhir-M;
- Pantsir-S1 thông qua xe chỉ huy của khẩu đội;

### Radar

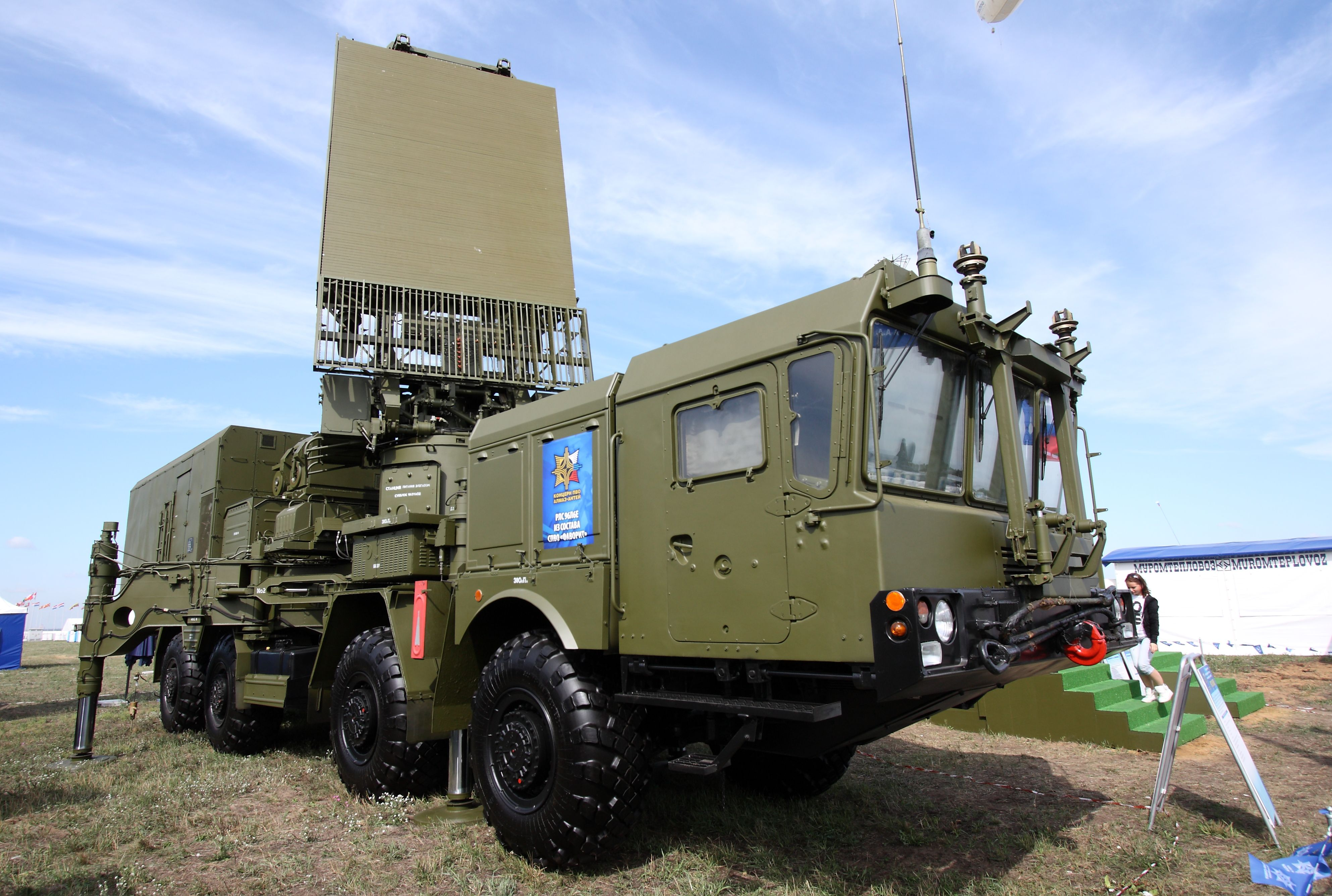
Radar hỗ trợ 96L6

S-400 sử dụng rađa đa chế độ 92N6E đặt trên xe tải MZKT-7930, phiên bản nâng cấp từ 30N6E2 dùng trên S-300, với chất lượng và tầm quan sát được cải thiện đáng kể. 92N6E có nhiệm vụ theo dõi mục tiêu, phân loại các mục tiêu, tính toán tên lửa cần phải phóng và hướng dẫn cho tên lửa định vị mục tiêu. Việc nâng cấp ra đa dẫn đến việc nâng cấp hệ thống ống truyền tín hiệu nhằm nâng cao hiệu suất và khẩu độ, cùng với việc cải tiến các thiết bị kích thích và khả năng nhảy tần tự động. Ngoài ra, S-400 cũng sử dụng ra đa tiếp nhận 96L6 với tầm quét 300 km, cũng đặt trên xe tải MZKT-7930. Một rađa khác được tích hợp là ra đa mảng pha 3 chiều 91N6E, phiên bản nâng cấp từ 64N6E2.
Một số loại ra đa khác có thể được sử dụng trên S-400 là ra đa băng tần L 59N6 Protivnik GE và 67N6 Gamma DE, ra đa tần số rất cao (VHF) 1L119 Nebo SVU, hoặc ra đa đa tần Nebo M. Người ta hiện đang thử nghiệm các hệ thống định vị phát xạ Topaz Kolchuga M, KRTP-91 Tamara, và 85V6 Orion với nhiệm vụ "tìm bắt" các mục tiêu đã "qua mặt" hệ thống ra đa tiếp nhận hoặc khi ra đa tiếp nhận đã bị đối phương gây nhiễu.
Phía Nga cũng đang thử triển khai các thiết bị điện tử của S-400 lên dòng xe tải BAZ Voschina, ví dụ 92N6 và 96L6-1 trên BAZ-69096, và 40V6M/T cùng 91N6 trên BAZ-6403.01. Tháp chỉ huy đang được dự tính triển khai trên BAZ-69092-012, và máy chuyển đổi năng lượng 63T6A cùng với máy phát điện 5I57A sẽ được đặt trên một phiên bản khác của BAZ-69092-012.
1 tiểu đoàn S-400 có thể theo dõi 300 mục tiêu ở phạm vi 600 km,. Một lữ đoàn tác chiến (gồm 6 tiểu đoàn hợp thành) có thể khóa 36 mục tiêu và điều khiển đồng thời 72 tên lửa tấn công 36 mục tiêu này. Năm 2015, nhà sản xuất tuyên bố tính năng của S-400 đã được tăng cường, một lữ đoàn tác chiến lớn (gồm 6 tiểu đoàn hợp thành) có thể khóa 80 mục tiêu và điều khiển đồng thời 160 tên lửa tấn công 80 mục tiêu này.
Thường thì 1 tiểu đoàn S-400 có khoảng 12 xe phóng với 48 tên lửa tầm xa hoặc rất xa (mỗi xe phóng có 4 tên lửa). Nếu muốn mang được nhiều tên lửa hơn thì có thể dùng loại tên lửa cỡ nhỏ và có tầm bắn ngắn hơn như 9M96E hoặc 9M96E2 (mỗi ống phóng tên lửa cỡ lớn có thể thay bằng 4 ống phóng tên lửa cỡ nhỏ), nếu dùng toàn bộ tên lửa 9M96E/E2 thì 12 xe phóng có thể mang tới 192 tên lửa. Khả năng tiêu diệt mục tiêu phụ thuộc vào tên lửa và hệ thống sử dụng.
Theo báo cáo từ Bộ Quốc phòng Thổ Nhĩ Kỳ cho biết, S-400 thực sự có thể theo dõi các mục tiêu ở khoảng cách lên tới 600 km, điều này đã được chứng thực khi Thổ Nhĩ Kỳ dùng radar 96L6E của S-400 phát hiện tiêm kích F-16 từ cách xa tới 600 km, với điều kiện là mục tiêu ở độ cao 20 km và không có nhiễu địa hình địa vật. Khi mục tiêu ở độ cao dưới 5 km, hiệu suất phát hiện của nó sẽ bị giảm 30 - 40% Khi mục tiêu nằm ở độ cao 1 km, phạm vi phát hiện và tiêu diệt hiệu quả của S-400 giảm xuống còn 70 – 180 km (tùy thuộc vào địa hình), và khi mục tiêu nằm ở độ cao dưới 1 km thì S-400 chỉ nhận biết được ở khoảng cách 20 – 40 km. Nguyên nhân là do sóng radar của bất kỳ hệ thống tên lửa phòng không nào cũng bị giới hạn bởi đường chân trời do bề mặt cong của vỏ trái đất..
Cũng theo quân đội Thổ Nhĩ Kỳ, hệ thống phòng không S-400 Triumf của họ đã có thể bắt được tín hiệu máy bay chiến đấu tàng hình F-35 của Mỹ bay trên biên giới Syria - Iraq vào ngày 17 tháng 12 năm 2019. Khi đó F-35 của Mỹ đã bay ở khoảng cách 450 – 550 km từ vị trí triển khai hệ thống phòng không S-400 ở Thổ Nhĩ Kỳ

### Tên lửa

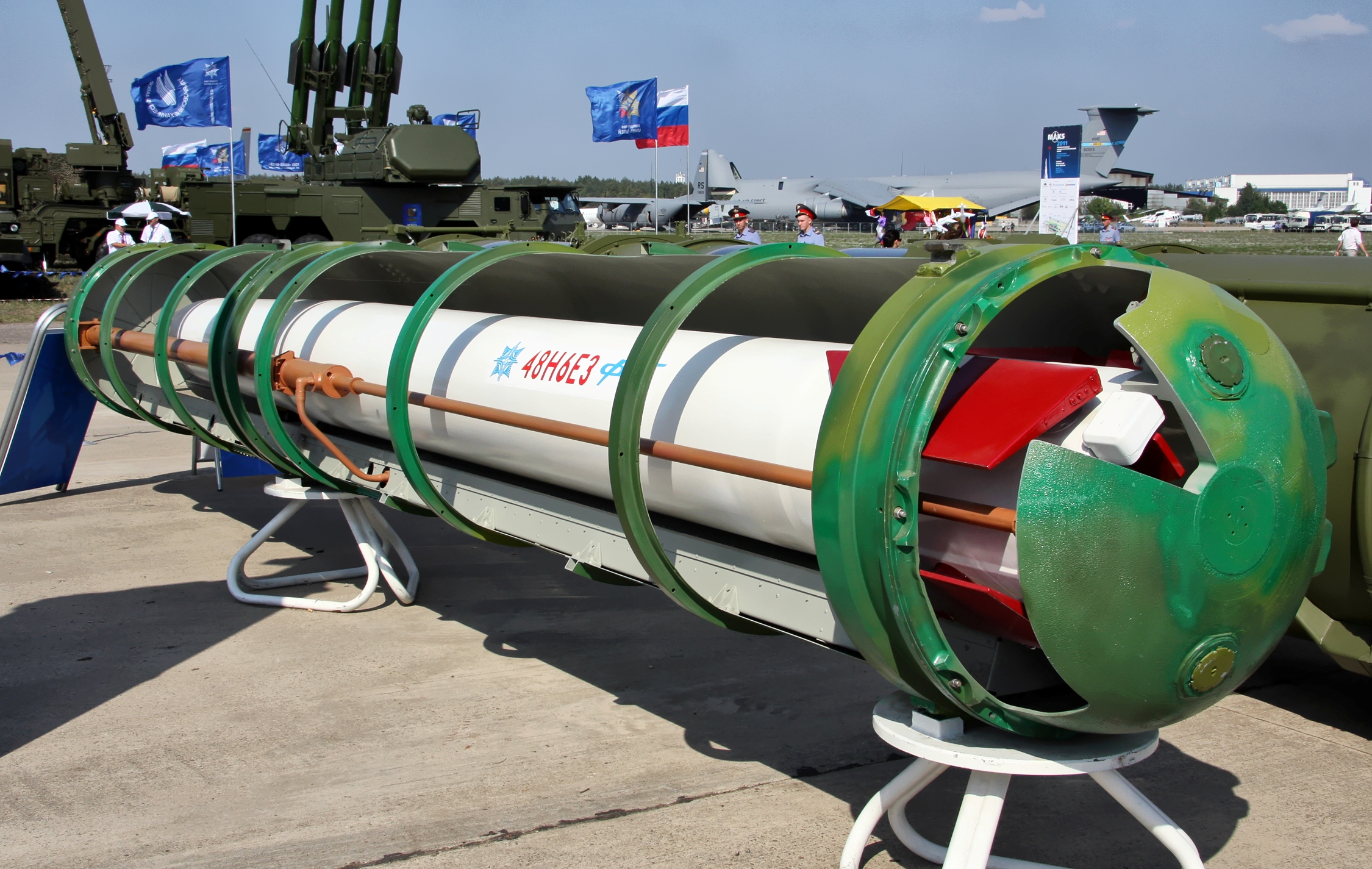
Tên lửa tầm trung 48N6E3

- Tên lửa tầm cực xa 40N6 với tầm bắn lên đến 400 km (250 mi). Sử dụng đầu đạn định vị rađa chủ động.[25]
- Tên lửa tầm xa 48N6DM có tầm bắn 250 km (160 mi). Sử dụng đầu đạn định vị ra đa bán chủ động.
- Tên lửa 48N6E3/48N6E2, tầm bắn 250/200 km, có thể hạ mục tiêu bay với vận tốc 4800/2800 m/s hoặc tên lửa bay với vận tốc 2000 m/s.[11]
- Tên lửa 9M96E2[26] có thể bắn hạ mục tiêu bay ở khoảng cách lên đến 120 km (75 mi), trần bay từ khoảng 5 mét đến 30 km. Khả năng bắn hạ tốt nhất đối với các mục tiêu bay nhanh và cơ động cao ví dụ máy bay tiêm kích. Nặng 420 kg và sử dụng đầu đạn định vị bằng ra đa.
- Tên lửa 9M96E tầm trung (40 km), trần bay 20 km, nặng 333 kg. Đầu đạn định vị ra đa chủ động.[18]
- Tên lửa 9M96 tầm trung (120 km), chỉ dùng trong nội địa và không xuất khẩu. Tỉ lệ bắn hạ đối với tên lửa đối phương là gần 100%, còn đối với máy bay hay máy bay không người lái là 90% và 80%. Thử nghiệm cho thấy tên lửa có thể bay tới độ cao 56 km với sức chịu tải hơn 20g, giúp nâng cao đáng kể khả năng tiêu diệt tên lửa đạn đạo tầm trung và gần.[27]
- Tên lửa chống tên lửa đạn đạo 77N6-N và 77N6-N1 được đưa vào sử dụng năm 2014. Được kỳ vọng là giúp nâng cao khả năng đánh chặn tên lửa đạn đạo với khả năng tiêu diệt mục tiêu bằng động năng.[28] 77N6-N và N1 cũng sẽ được triển khai trên tổ hợp tên lửa S-500 với vai trò đánh chặn tên lửa đạn đạo tầm xa.[29]

## Lịch sử hoạt động

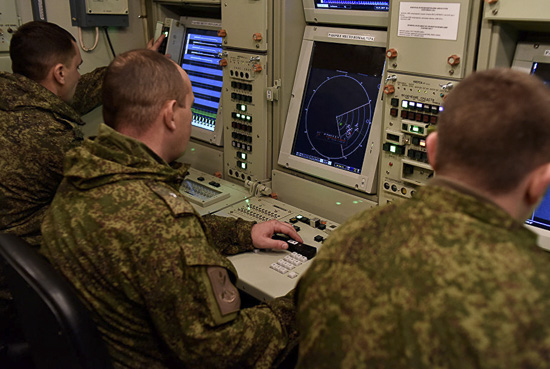
Thành viên kíp điều khiển hệ thống S-400 đang làm việc

### Nga
Vào ngày 21 tháng 5 năm 2007, Không quân Nga đã có thông báo rằng hệ thống S-400 sẽ được đặt trong trạng thái sẵn sàng chiến đấu xung quanh Moscow và miền trung của Nga từ ngày 1 tháng 7 năm 2007. Hệ thống S-400 cũng đã được triển khai gần Elektrostal.
Vào ngày 26 tháng 8 năm 2007, trung đoàn S-400 đầu tiên đã được đưa vào hoạt động ở Moskva, theo Kênh 1. Đây là trung đoàn cận vệ tên lửa phòng không 606 của sư đoàn 9, quân đoàn 1 thuộc Bộ tư lệnh trung tâm Lực lượng Phòng không thuộc Bộ chỉ huy mục tiêu đặc biệt.
Vào ngày 8 tháng 2 năm 2008, trung tướng Vladimir Sviridov nói rằng Nga sẽ thay thế các hệ thống S-300 ở tây bắc bằng các hệ thống S-400. Các chuyên gia quân sự Nga kì vọng rằng hệ thống sẽ là một nhân tố quan trọng trong hệ thống phòng thủ tên lửa đạn đạo tới năm 2020.
Tháng 9 năm 2006, phó thủ tướng Nga Sergei Ivanov đã đưa ra chương trình mua sắm vũ khí mới từ 2007-2015, bao gồm việc mua 18 tiểu đoàn S-400.
Ngày 17 tháng 3 năm 2009, bộ trưởng bộ quốc phòng Nga đã thông báo về trung đoàn S-400 thứ 2 đã được đưa vào hoạt động.
Ngày 26 tháng 8 năm 2009, bộ tổng tham mưu Nga nói rằng đã đưa hệ thống S-400 tới vùng viễn đông Nga để đánh chặn các tên lửa đạn đảo thử nghiệm của Triều Tiên và ngăn chặn các mảnh vỡ của tên lửa rơi xuống Nga.
Tháng 2 năm 2011, đơn vị thứ hai của hệ thống S-400 sẽ được triển khai đến Dubrovki, bắc Moscow.  Cũng trong tháng 2, một hệ thống S-400 sẽ được triển khai đến phía nam Quần đảo Kuril để "bảo vệ chủ quyền Nga ở vùng viễn đông".
Hạm đội Baltic ở Kaliningrad cũng đưa hệ thống S-400 vào hoạt động từ tháng 4 năm 2012.
Tính đến tháng 9 năm 2013, Lực lượng Vũ trang Liên bang Nga có năm trung đoàn S-400: 2 ở Moscow, 1 ở Hạm đội thái bình duơng, 1 ở hạm đội biển đen và 1 ở Quân khu miền nam. Từ 2014, 2-3 hệ thống S-400 sẽ được bàn giao mỗi năm.
Tháng 11 năm 2015, đã có thông tin rằng tàu tuần duơng Đô đốc Nakhimov sẽ được tái hoạt động trong năm 2018. Nó sẽ được trang bị tên lửa phòng không 48N6DMK dựa trên phiên bản S-400 trên đất liền. Tên lửa giúp tăng tầm tác chiến phòng không của tàu lên từ 100 km của hệ thống S-300FM lên 250 km. Tư lệnh hạm đội biển bắc trong cùng năm đã nói rằng lực lượng phòng thủ bờ biển thuộc hạm đội biển bắc đã triển khai hệ thống S-400.
Ngày 1 tháng 3 năm 2016, thiếu tướng Vladimir Korytkov, chỉ huy Không lực số 14 và Lực lượng phòng không nói rằng 6 hệ thống S-400 đã được đưa vào hoạt động. TASS cũng báo cáo rằng tới cuối nắm 2015, tổng cộng 11 trung đoàn tên lửa của Nga đã được trang bị S-400 và đang tiếp tục tăng đến 16 trung đoàn.

#### Can thiệp quân sự của Nga trong nội chiến Syria
Tháng 11 năm 2015, đã có thông tin rằn hệ thống S-400 sẽ được triển khai đến Syria cùng với bộ binh Nga và các thiết bị quân sự khác trong chiến dịch quân sự trên không do lực lượng Nga tiến hành. Tuy nhiên, thông tin này đã bị bác bỏ bởi Nga. Ngày 25 tháng 11 năm 2015, sau Vụ bắn rơi Sukhoi Su-24 năm 2015, Nga đã thông báo về việc triển khai hệ thống S-400 đến Syria để đáp trả. Đơn vị S-400 đầu tiên đã được khai gần căn cứ không quân Khmeimim. Đơn vị thứ hai cũng được triển khai 13 km về phía bắc Masyaf vào tháng 4 và tháng 7 năm 2017.
Ngày 22 tháng 5 năm 2018, chỉ huy Không quân Isarel, thiếu tướng Amikam Norkin thông báo rằng Isarel sẽ trở thành nước đầu tiên trên thế giới sử dụng tiêm kích F-35I Adir trong chiến đấu. GIữa 2020, một vài nguồn tin, bào gồm cả Thổ Nhĩ Kì đã đặt ra câu hỏi về hiệu quả chiến đấu thực sự của hệ thống S-400. Cuối 2021, một vài máy bay của Không quân Isarel đã bay qua khu vực được bảo vệ bỏi hệ thống S-400 và hệ thống Pantsir ở Syria và không kích vào các mục tiêu của Hezbollah ở Latakia. Dựa trên tầm bắn được giới thiệu của S-400, hệ thống đã có thể bắn vào các máy bay của Isarel nhưng không có tên lửa nào đã được phóng. Ngoài ra cũng không có tiêm kích nào của Nga tiến hành đánh chặn các máy bay của Isarel. Vì thế đã có giả thuyết cho rằng đã có một thỏa thuận giữa Isarel và Nga về việc Isarel sẽ đảm bảo an toàn cho người và phuơng tiện của Nga trong các cuộc không kích và ngược lại, Nga sẽ không tấn công các máy bay của Isarel hay đáp trả các cuộc tấn công của Isarel.

#### Cuộc tấn công của Nga vào Ukraine 2022
Theo Ukraine, ngày 25 tháng 2 năm 2022, một chiếc Su-27 do Oleksandr Oksanchenko lái đã bị bắn rơi bởi hệ thống S-400 tại Kyiv.
Ngày 14 tháng 4 năm 2022, Bộ quốc phòng Nga đã nói rằng một chiếc Mi-8 của Ukraine đã bị bắn rơi gần Horodnia, Chernihiv khi đang qua lại sân bay sau cuộc tấn công lên lãnh thổ Nga gần Klimovo, Bryansk.
Ngày 4 tháng 7 năm 2022, Bộ Quốc phòng Nga tuyên bố rằng họ đã phóng hơn 1 tá tên lửa S-400, bắn hạ 3 tên lửa đạn đạo OTR-21 Tochka và 6 máy bay không người lái tấn công Tupolev Tu-143 của Ucraina.
Army Recognition dẫn lại một bức ảnh được tài khoản Twitter “Special Kherson Cat” đăng tải ngày 30/5 năm 2023 cho thấy xe chỉ huy 55K6E thuộc hệ thống phòng không S-400 của Nga bị hư hại nghiêm trọng sau một đợt pháo kích vào trận địa tên lửa S-400. Nhiều khả năng quân đội Ukraine đã sử dụng hệ thống pháo phản lực cơ động cao HIMARS trong nhiệm vụ này.
Newsweek dẫn thông tin từ cơ quan tình báo quân đội Ukraine tuyên bố rằng khoảng 10h ngày 23/8/2023, các đơn vị của họ đã đánh trúng một hệ thống phòng không S-400 của Nga tại Mũi Tarkhankut, phía tây bán đảo Crimea. Tổng cục tình báo Ukraine (GUR) cho biết trên Telegram kèm một video cho thấy một vụ nổ lớn và khói bốc lên dày đặc.
Thông cáo báo chí của quân đội Ukraine đưa ra ngày 14/9 năm 2023 cho biết, lực lượng vũ trang Ukraine tuyên bố đã đánh trúng một hệ thống tên lửa S-400 Triumf của Nga gần thành phố Yevpatoriya, Crimea. Một đoạn video ghi lại khoảnh khắc tấn công nói trên cũng đã xuất hiện trên mạng xã hội Twitter, cho thấy một vụ nổ đã xảy ra, tiếp theo là sóng xung kích và khói cuộn lên hình thành một đám mây hình nấm. Một số nguồn tin đã xác nhận một số xe phóng trong hệ thống tên lửa S-400 này đã bị tiêu diệt bằng máy bay không người lái và tên lửa hành trình Neptune. Cụ thể, máy bay không người lái của Cơ quan an ninh Ukraine SBU đã phát hiện được vị trí đặt hệ thống radar của tổ hợp S-400 trước khi lực lượng hải quân bắn tên lửa hành trình Neptune đánh trúng hệ thống.
Theo thống kê vào thời điểm từ sau khi chiến sự Ukraine bùng nổ, Nga đã bố trí tổng cộng 5 hệ thống tên lửa đất đối không S-400 Triumf, bao gồm cả radar của chúng trên khu vực Bán đảo Crimea mà họ đang kiểm soát. Tuy nhiên trong khoảng thời gian chưa đầy một tháng, Lực lượng vũ trang Ukraine đã làm hư hại được 2 tổ hợp. Điều quan trọng cần lưu ý là mỗi lần một hệ thống Triumf bị hư hại đều dẫn tới sự suy giảm thành trì phòng thủ của Hạm đội Biển Đen tại khu vực cảng Sevastopol.

### Belarus
Năm 2011, bộ trưởng bộ ngoại giao của Nhà nước Liên minh Pavel Borodin đã thông báo về việc Nga sẽ cung cấp hệ thống S-400 cho Belarus.

### Trung Quốc
Tháng 3 năm 2014, tổng thống Nga Vladimir Putin đã thông qua việc bán hệ thống S-400 cho Trung Quốc. Vào ngày 14 tháng 4 năm 2015, tổng giám đốc điều hành của Rosoboronexport xác nhận rằng Trung Quốc đã kí hợp đồng mua hệ thống phòng không S-400. Việc chuyển giao bắt đầu từ tháng 1 năm 2018. Trung Quốc đã tiến hành bắn thử hệ thống S-400 lần đầu vào tháng 8 năm 2018.
Hợp đồng bao gồm 6 bệ phóng, giúp tăng cường đáng kể năng lực phòng thủ không gian và phòng thủ trước các cuộc tấn công tầm xa từ trên không của Trung Quốc. Với tầm bắn 400 km, toàn bộ Đài Loan sẽ nằm trong tầm bắn của hệ thống từ Phúc Kiến, và Quần đảo Senkaku cũng có thể được bao quát từ Sơn Đông, gây khó khác cho Mĩ và Nhật Bản trong triển khai máy bay chiến đấu qua không phận này. Tuy nhiên, Đài Loan cũng có thể tìm kiếm các vị trí các hệ thống S-400 thông qua trinh sát tín hiệu và phá hủy chúng bằng tên lửa hành trình, tên lửa đạn đạo và tên lửa chống bức xạ.

### Thổ Nhĩ Kỳ
Cuối 2017, một hợp đồng trị giá 2,5 tỉ đô về việc chuyển giao hệ thống S-400 đã được kí bởi Thổ Nhĩ Kỳ và Nga. Bộ trưởng bộ ngoại giao Hoa Kì đã bày tỏ mối lo ngại về hợp đồng này, nhưng đã bị bác bỏ bởi tổng thống Erdogan và các chính trị gia Thổ Nhi Kỳ khác, họ chỉ trích về việc Mĩ không bán gói nâng cấp cho hệ thống MIM-104 Patriot cho Thổ Nhĩ Kỳ. Hệ thống đầu tiên được chuyển giao cho Thổ Nhĩ Kỳ vào 12 tháng 7 năm 2019. Ngày 17 tháng 7 năm 2019, Mĩ đã loại Thổ Nhĩ Kỳ khỏi chuơng trình phát triển tiêm kích F-35 vì "F-35 không thể cùng tồn tại với nền tảng thu thập công nghệ của Nga vì nó sẽ biết về những tính năng đặc biệt"  và vào ngày 14 tháng 12 năm 2020, Mĩ đã áp đặt Đạo luật Chống lại Kẻ thù của nước Mỹ thông qua trừng phạt lên Thổ Nhĩ Kỳ. Tính tới năm 2020, 4 bệ phóng bao gồm 36 đơn vị phóng và hơn 192 tên lửa đã được giao cho Thổ Nhĩ Kỳ.
Thỏ Nhĩ Kỳ đã thử nghiệm hệ thống S-400 với các máy bay không người lái và tiêm kích F-16 bay thấp. Theo truyền thông Thổ Nhĩ Kỳ, quân đội nước này đã phát hiện 1 số nhược điểm với khả năng tác chiến của hệ thống với mục tiêu bay thấp và chậm.

### Ấn Độ
Vào ngày 15 tháng 10 năm 2016, Ấn Độ và Nga đã kí một hợp đồng về việc cung cấp 5 trung đoàn tên lửa S-400. Hợp đồng trị giá giá 5,43 tỉ đô đã được kí chính thức vào ngày 5 tháng 10 năm 2018, bỏ qua lời đe dọa về các lệnh trừng phạt của Mĩ.
Tháng 3 năm 2021, bộ trưởng bộ ngoại giao Mĩ Lloyd Austin đã thảo luận với Ấn Độ về việc mua hệ thống S-400 và cảnh báo rằng việc mua hệ thống có thể kích hoạt Đạo luật Chống lại Kẻ thù của nước Mỹ thông qua trừng phạt như với Trung Quốc và Thổ Nhĩ Kỳ.
Tháng 11 năm 2021, Nga nói rằng đã bắt đầu việc chuyển giao hệ thống S-400 cho Ấn Độ và việc triển khai vẫn đang diễn ra theo kế hoạch được thỏa thuận.
Tháng 4 năm 2022, Nga xác nhận đã giao hàng trung đoàn S-400 thứ hai tới Ấn Độ. Kế hoạch chuyển giao đã không bị cản trở bởi xung đột Nga - Ukraine.

## Dư luận quốc tế

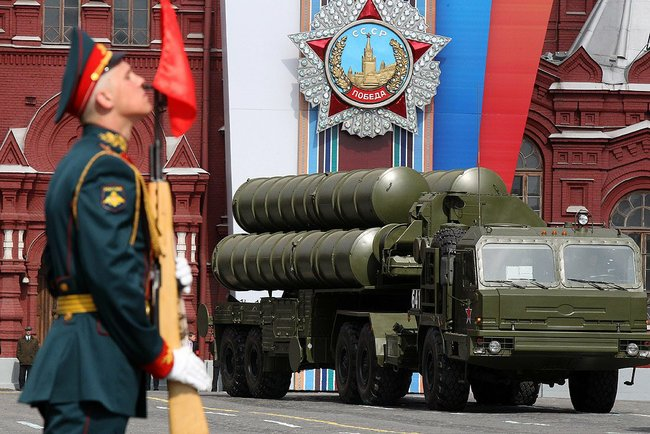
S-400 của Nga trong cuộc duyệt binh mừng ngày chiến thắng 9-5

Giá của 1 hệ thống S-400 hiện nay là gần 200 triệu USD (thời giá 2007). 23-8-2007, Nga tuyên bố họ sẽ không xuất khẩu loại vũ khí này trong những năm tiếp theo.
Rất nhiều quốc gia muốn mua hệ thống này như Thổ Nhĩ Kỳ, Malaysia, Ả rập Saudi, Ấn Độ, Iran.... Phó chủ tịch Duma quốc gia nga Vladimir Zhirinovsky kêu gọi xuất khẩu hệ thống này cho Iran
Ngày 24-8-2009, Belarus đệ trình yêu cầu muốn mua S-400 từ Nga . Trong chương trình tên lửa chống máy bay của Thổ Nhĩ Kỳ thì Istanbul tỏ ý muốn mua S-400 hơn là đối thủ của nó là Patriot.
Năm 2011, Trung Quốc tỏ ý muốn mua S-400 và máy bay Sukhoi Su-35 của Nga nhưng bị từ chối vì từ trước đến nay Trung Quốc luôn sao chép công nghệ vũ khí mà Nga xuất khẩu cho. Hàn Quốc đang phát triển một phiên bản đơn giản của S-400 được gọi là M-SAM Cheolmae-2 với sự giúp đỡ của Almaz. Đây là một trong những động thái để đối phó với Bắc Triều Tiên của Hàn Quốc..
Bộ quốc phòng Nga đã chấp thuận việc xuất khẩu S-400 vào năm 2016. Có thông tin cho rằng Việt Nam dự kiến sẽ mua 4-6 hệ thống S-400 sau khi Nga đồng ý xuất khẩu.
Do việc không mua được S-400 nên vừa rồi Trung Quốc vừa công bố đang phát triển một tổ hợp tên lửa mới mang tên HQ-19 (Hồng Kỳ 19). Trung Quốc tuyên bố HQ-19 có tính năng tương đương có khi còn tốt hơn phiên bản S-400 của Nga nhưng lại rẻ hơn rất nhiều. Người ta cho rằng đây là 1 phiên bản sao chép S-400 của Trung Quốc nhưng đương nhiên sẽ không tốt bằng S-400 . Năm 1997, Trung Quốc cũng ra mắt tổ hợp tên lửa mới mang tên HQ-9 (Hồng Kỳ 9) sao chép y gần như y nguyên từ bề ngoài đến công nghệ của các hệ thống S-300PMU1 mà Trung Quốc mua của Nga những năm 1993, tuy vậy về tính năng kỹ thuật nó lại không hoàn hảo và còn nhiều khuyết điểm so với S-300.

## Các quốc gia sử dụng

### Các quốc gia hiện đang sử dụng
Trung Quốc
- Quân Giải phóng Nhân dân Trung Quốc - hợp đồng kí vào tháng 9 năm 2014, việc chuyển giao bắt đầu từ tháng 1 năm 2018.[81][82][83]

 Nga
- Lực lượng Vũ trang Liên bang Nga - gồm 57 tiểu đoàn triển khai thành 25 trung đoàn tính tới tháng 9 năm 2019.[84]
  - Quân khu Miền Tây
    - 3 tiểu đoàn thuộc Trung đoàn tên lửa phòng không 210 ở Dmitrov.[85][86]
    - 3 tiểu đoàn thuộc Trung đoàn tên lửa phòng không 606 ở Elektrostal.[87][88]
    - 2 tiểu đoàn thuộc Trung đoàn tên lửa phòng không 93 ở Zvenigorod.[89]
    - 2 tiểu đoàn thuộc Trung đoàn tên lửa phòng không 549 ở Podolsk.[cần dẫn nguồn]
    - 2 tiểu đoàn thuộc Trung đoàn tên lửa phòng không 584 ở Zelenograd.[cần dẫn nguồn]
    - 2 tiểu đoàn thuộc Trung đoàn tên lửa phòng không 500 ở Gostilitsy.[90]
    - 2 tiểu đoàn thuộc Trung đoàn tên lửa phòng không 1488 ở Zelenogorsk.[cần dẫn nguồn]
    - 2 tiểu đoàn thuộc Trung đoàn tên lửa phòng không 1489 ở Vaganovo.[91]
    - 4 tiểu đoàn thuộc Trung đoàn tên lửa phòng không 1490 ở Ulyanovka.[92]
    - 2 tiểu đoàn thuôc Trung đoàn tên lửa phòng không 1544 ở Luga.[93]
    - 2 tiểu đoàn thuộc Trung đoàn tên lửa phòng không 183 ở Kaliningrad.[94]
    - 2 tiểu đoàn thuộc Trung đoàn tên lửa phòng không 1545 ở Kaliningrad Oblast.[95]

  - Quân khu Miền Đông
    - 2 tiểu đoàn thuộc Trung đoàn tên lửa phòng không 589 ở Nakhodka.[96]
    - 3 tiểu đoàn thuộc Trung đoàn tên lửa phòng không 1532 ở Petropavlovsk-Kamchatskiy.[97][98]
    - 2 tiểu đoàn thuộc Trung đoàn tên lửa phòng không 1533 ở Vladivostok.[99]
    - 2 tiểu đoàn thuộc Trung đoàn tên lửa phòng không 1530 ở Khabarovsk.[100]

  - Quân khu Miền Nam
    - 2 tiểu đoàn thuộc Trung đoàn tên lửa phòng không 1536 ở Rostov-on-Don.[84]
    - 2 tiểu đoàn thuộc Trung đoàn tên lửa phòng không 1537 ở Novorossiysk.
    - 2 tiểu đoàn thuộc Trung đoàn tên lửa phòng không 18 ở Feodosia, Crimea.
    - 2 tiểu đoàn thuộc Trung đoàn tên lửa phòng không 12 ở Sevastopol, Crimea.

  - Quân khu Trung Tâm
    - 2 tiểu đoàn thuộc Trung đoàn tên lửa phòng không 590 ở Novosibirsk.[cần dẫn nguồn]
    - 2 tiểu đoàn thuộc Trung đoàn tên lửa phòng không 511 ở Engels.[101]
    - 1 tiểu đoàn thuộc Trung đoàn tên lửa phòng không 507 ở Saratov.[101]

  - Quân khu Miền Bắc 
    - 2 tiểu đoàn thuôc Trung đoàn tên lửa phòng không 33 ở Rogachevo.[84]
    - 2 tiểu đoàn thuộc Trung đoàn tên lửa phòng không 531 ở Murmansk.[102][103]
    - 2 tiểu đoàn thuộc Trung đoàn tên lửa phòng không 1528 ở Arkhangelsk Oblast.[cần dẫn nguồn]
    - 3 tiểu đoàn thuộc Trung đoàn tên lửa phòng không 414 ở Tiksi.[cần dẫn nguồn]

 Ấn Độ
- Lực lượng Vũ trang Ấn Độ - Một hợp đồng đã được kí vào tháng 10 năm 2018 trong cuộc gặp mặt chính thúc giữa tổng thống Nga Vladimir Putin và thủ tướng Ấn Độ Narendra Modi. Hợp đồng trị giá 5.43 tỉ Đô bao gồm việc chuyển giao trung đoàn S-400 đầu tiên bắt đầu từ tháng mười một năm 2021.[104] Ấn Độ đang có kế hoạch triển khai trung đoàn này vào tháng tư năm 2022.

 Thổ Nhĩ Kỳ
Không quân Thổ Nhĩ Kỳ:
- Bộ tư lệnh phòng không (Hava Savunma Komutanlığı).[105]
  - Bộ chỉ huy Nhóm tác chiến S-400 (S400 Grup Komutanlığı), Akıncı, Ankara[106]
    - Bộ chỉ huy căn cứ tên lửa 15 (15. Füze Üs Komutanlığı), Alemdağ, Istanbul.[107]
    - Bộ chỉ huy căn cứ tên lửa 20 (20. Füze Üs Komutanlığı), Birecik, Şanlıurfa.[108]
    - Một căn cứ nữa có lẽ sẽ được thành lập ở Anamur, Mersin.[109]

 Belarus
- Lực lượng Vũ trang Belarus - Hợp đồng đang được đàm phán.[110] Ông Lukashenko vào ngày 1 tháng mười hai năm 2021 đã nói rằng một Trung tâm huấn luyện ở Belarus đã có hệ thống S-400, khi được hỏi bởi nhà báo Drmitry Kiselyov " Vậy hiện tại Belarus có hệ thống S-400 không?", tổng thống Belarus đã trả lời: "Vâng chúng tôi có. Những binh sĩ của chúng tôi đang được huấn luyện ở trung tâm này. Tôi đã yêu cầu ngài tổng thống [Nga] triển khai một hệ thống ở đây."

### Các quốc gia tiềm năng
- Kazakhstan - bắt đầu lập kế hoạch mua một hệ thống phòng thủ trên không S-400 từ Moscow sau năm 2015.
- Ả Rập Xê Út - Hợp đồng 12 hệ thống S-300 hay S-400, kế hoạch bị trì hoãn do áp lực từ phía Hoa Kỳ.
- Việt Nam - Việt Nam sẽ mua 4 - 6 tiểu đoàn S-300PMU2 và S-400 cho đến khi Nga cho phép xuất khẩu.[111]
- Armenia - Armenia tỏ ý muốn mua S-400 vào năm 2011.[112]
- Iran
- Serbia
- Syria